# Breynia tonkinensis
Breynia tonkinensis är en emblikaväxtart som beskrevs av Lucien Beille. Breynia tonkinensis ingår i släktet Breynia och familjen emblikaväxter.
Artens utbredningsområde är Vietnam. Inga underarter finns listade i Catalogue of Life.